# Bon ton (singolo)
Bon ton è un singolo del DJ producer italiano Drillionaire, pubblicato il 23 giugno 2023 come unico estratto dal primo album in studio 10.

## Descrizione
Il brano ha visto la partecipazione vocale di Lazza, Blanco e Sfera Ebbasta e del produttore discografico Michelangelo. In merito alla nascita del brano, Drillionaire ha dichiarato:

## Video musicale
Il video, diretto da Davide Vicari, è stato reso disponibile in concomitanza del lancio del singolo sul canale YouTube di Drillionaire.

## Tracce
Testi di Jacopo Lazzarini, Riccardo Fabbriconi e Gionata Boschetti, musiche di Jacopo Lazzarini, Riccardo Fabbriconi, Gionata Boschetti, Diego Vincenzo Vettraino, Michele Zocca ed Edwyn Roberts.
1. Bon ton – 3:58

## Classifiche

### Classifiche settimanali
| Classifica (2023) | Posizione massima |
| ----------------- | ----------------- |
| Italia            | 1                 |

### Classifiche di fine anno
| Classifica (2023) | Posizione |
| ----------------- | --------- |
| Italia            | 13        |
| Classifica (2024) | Posizione |
| Italia            | 55        |